# 上安文
上安文（德语、法语：Oberanven）是卢森堡中部市镇下安文的一个小镇。截至2005年，该镇人口627。2005年新建的下安文行政中心位于该地。